# Landbohave
En landbohave betegner en have, der ligger ved stuehuset til en landejendom. Den er ofte karakteriseret ved sin store udstrækning og sine store træer, der enten afgrænser haverummet eller optræder som enestående træer midt på græsplænen. Køkkenhaven er ofte adskilt fra opholdshaven/prydhaven. Sidstnævnte ligger traditionel ofte nord for huset med busketter og staudebede.
Landbohaven havde oprindelig det formål at forsyne husholdningen med grønsager, frugt og bær. I nogen udstrækning har den også fungeret som et udstillingsvindue, hvor gæster typisk blev inviteret med på en gåtur. Landbohaven har i tidens løb modtaget meget inspiration fra herregårds- og præstegårdshaver, hvorfra en række elementer, ofte skaleret ned til et mere overkommeligt omfang, har fundet vej til gårdejernes haver. Typiske træk ved en landbohave er adskilte haverum med forskellige funktioner, levende hegn, en (ofte mindre) allé af træer som lind og en frugtlund med æbler, pærer eller blommer.
Tætbeslægtet med landbohaven er cottagehaven, som stammer fra England. Begge optræder på landet og udtrykker i dag en stemning af romantik og forbundethed med fortiden. De to stilarter har dog hver sit udgangspunkt. Modsat landbohaven, der som nævnt har overtaget et række træk fra havestilen på herregårde og større gårde (altså en top down-effekt), lod det engelske borgerskab sig inspirere af havestilen i de små engelske boliger (cottages) på landet og omsatte denne cottagehavestil deres egne langt større landsteder (en bottom up-effekt).